# Kachemak
Kachemak, inoffiziell auch als „Kachemak City“ bezeichnet, ist ein Ort mit dem Status einer City im Kenai Peninsula Borough in Alaska. Das U.S. Census Bureau ermittelte bei der Volkszählung 2020 eine Einwohnerzahl von 576.

## Geographie
Kachemak liegt im Südwesten der Kenai-Halbinsel am Nordufer der Kachemak Bay. Kachemak ist ein 5,5 km ostnordöstlich von Homer gelegener Vorort ohne eigenem Ortszentrum. Kachemak besitzt einen 1,7 km langen Uferstreifen an der Kachemak Bay. Die „East End Road“ führt von Homer über Kachemak nach Fritz Creek. Fritz Creek ist das östlich angrenzende census-designated place (CDP).

## Geschichte
Kachemak wurde am 29. August 1961 zu einer „City zweiter Klasse“.

## Demografie
Zum Zeitpunkt der Volkszählung im Jahre 2020 (U.S. Census 2020) hatte Kachemak 576 Einwohner auf einer Landfläche von 4,33 km². Von den Einwohnern waren 483 Weiße, 8 Indigene sowie 7 Asiaten. Beim Zensus im Jahr 2000 wurden 431 Einwohner gezählt, 2010 waren es 472. Somit war die Bevölkerungsentwicklung der letzten Jahre ansteigend.